# کازوئو کومیزو
کازوئو کومیزو (انگلیسی: Kazuo Komizu؛ زادهٔ december ۱۴, ۱۹۴۶ (۷۸ سال)) کارگردان فیلم، فیلم‌نامه‌نویس، بازیگر، و عکاس اهل ژاپن است.